# سریوس سم: پیش از برخورد نخست
سریوس سم: پیش از برخورد نخست (به انگلیسی: Serious Sam 3: BFE) یک بازی ویدئویی تیراندازی اول شخص که در نوامبر ۲۰۱۱ منتشر شد.